# ハワーズ・エンド
『ハワーズ・エンド』（英: Howards End）は、1910年に出版されたE・M・フォースターの小説。

## あらすじ
郊外の邸宅ハワーズ・エンドを舞台に描かれるドラマ。

## 日本語訳
- 『ハワーズ・エンド邸』（鈴木幸康訳、八潮出版社、1967年）[1][2]
  - 『ハワーズ・エンド邸 改訳新版』（鈴木幸康訳、八潮出版社、1987年）、ISBN 4896500156[3]
- 『ハワーズ・エンド』（吉田健一訳、集英社、1992年）、ISBN 4087731472[4]、改訂新版
- 『E.M.フォースター著作集（3） ハワーズ・エンド』（小池滋訳、みすず書房[5]、1994年）、ISBN 4622045737。のちグーテンベルク21（上下、電子書籍）で再刊
- 『ハワーズ・エンド』（吉田健一訳、河出書房新社「池澤夏樹=個人編集 世界文学全集（第1期-07）」、2008年）、ISBN 4309709478[6]
- 『ハワーズ・エンド』（浦野郁訳、光文社古典新訳文庫、2025年）、ISBN 4334105416。

## 映画
アメリカでは1992年3月13日に、イギリスでは5月1日に公開。第65回アカデミー賞では作品賞を含む9部門にノミネートされ、主演女優賞、脚色賞、美術賞を受賞。